# Julien Faivre Rampant
Julien Faivre Rampant (ur. 11 kwietnia 1994 w Pontarlier) – francuski skoczek narciarski. Uczestnik mistrzostw świata juniorów (2013 i 2014) i zimowego olimpijskiego festiwalu młodzieży Europy (2011). Złoty medalista konkursu drużynowego w ramach mistrzostw Francji (2014).

## Przebieg kariery
Pierwszy skok w życiu oddał w wieku 10 lat w Chaux-Neuve za namową trenera klubu Les Fourgs. Początkowo uprawiał kombinację norweską, jednak w 2010 doznał kontuzji, w wyniku której przeniósł się do skoków narciarskich. W oficjalnych zawodach międzynarodowych rozgrywanych przez FIS zadebiutował w marcu 2010 w konkursach Alpen Cupu rozgrywanych w Chaux-Neuve. Pierwsze punkty w zawodach tej rangi zdobył w styczniu 2013 w Planicy i był to jednocześnie jego najlepszy wynik w tym cyklu (25. pozycja).
W październiku 2012 w Einsiedeln po raz pierwszy wziął udział w zawodach FIS Cup, jednocześnie osiągając najlepszy wynik w historii jego startów w tym cyklu (22. miejsce). W styczniu 2014 zadebiutował w Pucharze Kontynentalnym i był to jego jedyny start w zawodach tej rangi (w konkursie rozegranym 12 stycznia 2014 w Courchevel był 57.).
W lutym 2011 wystartował w zimowym olimpijskim festiwalu młodzieży Europy, gdzie uplasował się na 39. pozycji w konkursie indywidualnym i 12. w rywalizacji drużynowej. Dwukrotnie brał udział w mistrzostwach świata juniorów – w 2013 był 48. indywidualnie i 10. drużynowo, a rok później w konkursie indywidualnym zajął 52. pozycję, a w drużynowym 12. miejsce.
W 2014, wspólnie z zespołem Jury (w którym, oprócz niego, startowali również Samuel Guy, Ronan Lamy Chappuis i Jason Lamy Chappuis), zdobył tytuł mistrza Francji w rywalizacji drużynowej. Stawał również na podium mistrzostw Francji w kategoriach juniorskich zarówno w kombinacji norweskiej, jak i skokach narciarskich.

## Mistrzostwa świata juniorów

### Indywidualnie
| 2013 Liberec                | – | 48. miejsce |
| 2014 Val di Fiemme/Predazzo | – | 52. miejsce |

### Drużynowo
| 2013 Liberec                | – | 10. miejsce |
| 2014 Val di Fiemme/Predazzo | – | 12. miejsce |

### Starty J. F. Rampanta na mistrzostwach świata juniorów – szczegółowo
| Miejsce | Dzień       | Rok  | Miejscowość | Skocznia           | Punkt K | HS     | Konkurs  | Skok 1 | Skok 2 | Nota                  | Strata    | Zwycięzca   |
| ------- | ----------- | ---- | ----------- | ------------------ | ------- | ------ | -------- | ------ | ------ | --------------------- | --------- | ----------- |
| 48.     | 24 stycznia | 2013 | Liberec     | Ještěd             | K-90    | HS-100 | indywid. | 81,5 m | –      | 92,5 pkt              | 191,0 pkt | Jaka Hvala  |
| 10.     | 24 stycznia | 2013 | Liberec     | Ještěd             | K-90    | HS-100 | druż.    | 82,5 m | –      | 425,0 pkt (94,5 pkt)  | 661,5 pkt | Słowenia    |
| 52.     | 31 stycznia | 2014 | Predazzo    | Trampolino Dal Ben | K-95    | HS-106 | indywid. | 76,0 m | –      | 67,9 pkt              | 163,6 pkt | Jakub Wolny |
| 12.     | 1 lutego    | 2014 | Predazzo    | Trampolino Dal Ben | K-95    | HS-106 | druż.    | 88,0 m | –      | 420,6 pkt (105,8 pkt) | 606,4 pkt | Polska      |

## Zimowy olimpijski festiwal młodzieży Europy

### Indywidualnie
| 2011 Liberec | – | 39. miejsce |

### Drużynowo
| 2011 Liberec | – | 12. miejsce |

### Starty J. F. Rampanta na zimowym olimpijskim festiwalu młodzieży Europy – szczegółowo
| Miejsce | Dzień     | Rok  | Miejscowość | Skocznia | Punkt K | HS     | Konkurs  | Skok 1 | Skok 2 | Nota                 | Strata    | Zwycięzca     |
| ------- | --------- | ---- | ----------- | -------- | ------- | ------ | -------- | ------ | ------ | -------------------- | --------- | ------------- |
| 39.     | 15 lutego | 2011 | Liberec     | Ještěd   | K-90    | HS-100 | indywid. | 72,0 m | –      | 73,5 pkt             | 221,0 pkt | Jarkko Määttä |
| 12.     | 17 lutego | 2011 | Liberec     | Ještěd   | K-90    | HS-100 | druż.    | 73,0 m | –      | 338,5 pkt (74,0 pkt) | 575,0 pkt | Polska        |

## Puchar Kontynentalny

### Miejsca w poszczególnych konkursachPucharu Kontynentalnego
| Źródło                                                                        | Źródło | Źródło | Źródło | Źródło    | Źródło    | Źródło     | Źródło     | Źródło  | Źródło  | Źródło  | Źródło  | Źródło        | Źródło        | Źródło     | Źródło     | Źródło     | Źródło  | Źródło  | Źródło | Źródło | Źródło   | Źródło   | Źródło      | Źródło | Źródło | Źródło | Źródło | Źródło | Źródło | Źródło | Źródło | Źródło | Źródło | Źródło | Źródło | Źródło | Źródło | Źródło | Źródło | Źródło | Źródło | Źródło | Źródło | Źródło | Źródło | Źródło | Źródło | Źródło | Źródło | Źródło | Źródło | Źródło | Źródło | Źródło | Źródło | Źródło | Źródło | Źródło | Źródło |
| ----------------------------------------------------------------------------- | ------ | ------ | ------ | --------- | --------- | ---------- | ---------- | ------- | ------- | ------- | ------- | ------------- | ------------- | ---------- | ---------- | ---------- | ------- | ------- | ------ | ------ | -------- | -------- | ----------- | ------ | ------ | ------ | ------ | ------ | ------ | ------ | ------ | ------ | ------ | ------ | ------ | ------ | ------ | ------ | ------ | ------ | ------ | ------ | ------ | ------ | ------ | ------ | ------ | ------ | ------ | ------ | ------ | ------ | ------ | ------ | ------ | ------ | ------ | ------ | ------ |
| Sezon 2013/2014                                                               |        |        |        |           |           |            |            |         |         |         |         |               |               |            |            |            |         |         |        |        |          |          |             |        |        |        |        |        |        |        |        |        |        |        |        |        |        |        |        |        |        |        |        |        |        |        |        |        |        |        |        |        |        |        |        |        |        |        |        |
| Rena                                                                          | Rena   | Lahti  | Lahti  | Engelberg | Engelberg | Courchevel | Courchevel | Sapporo | Sapporo | Sapporo | Sapporo | Iron Mountain | Iron Mountain | Brotterode | Brotterode | Brotterode | Seefeld | Seefeld | Falun  | Falun  | Zakopane | Zakopane | Niżny Tagił | punkty |        |        |        |        |        |        |        |        |        |        |        |        |        |        |        |        |        |        |        |        |        |        |        |        |        |        |        |        |        |        |        |        |        |        |        |
| -                                                                             | -      | -      | -      | -         | -         | -          | 57         | -       | -       | -       | -       | -             | -             | -          | -          | -          | -       | -       | -      | -      | -        | -        | -           | 0      |        |        |        |        |        |        |        |        |        |        |        |        |        |        |        |        |        |        |        |        |        |        |        |        |        |        |        |        |        |        |        |        |        |        |        |
| Legenda                                                                       |        |        |        |           |           |            |            |         |         |         |         |               |               |            |            |            |         |         |        |        |          |          |             |        |        |        |        |        |        |        |        |        |        |        |        |        |        |        |        |        |        |        |        |        |        |        |        |        |        |        |        |        |        |        |        |        |        |        |        |
| 1 2 3 4-10 11-30 poniżej 30 dq – dyskwalifikacja - – zawodnik nie wystartował |        |        |        |           |           |            |            |         |         |         |         |               |               |            |            |            |         |         |        |        |          |          |             |        |        |        |        |        |        |        |        |        |        |        |        |        |        |        |        |        |        |        |        |        |        |        |        |        |        |        |        |        |        |        |        |        |        |        |        |

## FIS Cup

### Miejsca w klasyfikacji generalnej
| Sezon     | Miejsce |
| --------- | ------- |
| 2012/2013 | 205.    |

### Miejsca w poszczególnych konkursachFIS Cupu
| Sezon 2012/2013                                                               |         |              |              |        |        |            |            |            |            |            |          |            |            |          |             |                     |          |             |             |            |             |             |             |              |              |        |        |        |        |        |        |        |        |        |        |        |        |        |        |        |        |        |
| Râșnov                                                                        | Villach | Villach      | Kuopio       | Kuopio | Wisła  | Wisła      | Einsiedeln | Einsiedeln | Winterberg | Winterberg | Râșnov   | Râșnov     | Zakopane   | Zakopane | Brattleboro | Brattleboro         | Kranj    | Kranj       | Oberstdorf  | Oberstdorf | punkty      | punkty      | punkty      | punkty       | punkty       | punkty | punkty | punkty | punkty | punkty | punkty | punkty | punkty | punkty | punkty | punkty | punkty | punkty | punkty |        |        |        |
| -                                                                             | -       | -            | -            | -      | -      | -          | 31         | 22         | -          | -          | -        | -          | -          | -        | -           | -                   | -        | -           | -           | -          | 9           | 9           | 9           | 9            | 9            | 9      | 9      | 9      | 9      | 9      | 9      | 9      | 9      | 9      | 9      | 9      | 9      | 9      | 9      |        |        |        |
| Sezon 2013/2014                                                               |         |              |              |        |        |            |            |            |            |            |          |            |            |          |             |                     |          |             |             |            |             |             |             |              |              |        |        |        |        |        |        |        |        |        |        |        |        |        |        |        |        |        |
| Villach                                                                       | Villach | Szczyrk      | Szczyrk      | Kuopio | Kuopio | Kranj      | Kranj      | Zakopane   | Zakopane   | Frenštát   | Frenštát | Einsiedeln | Einsiedeln | Râșnov   | Râșnov      | Notodden            | Notodden | Brattleboro | Brattleboro | Râșnov     | Râșnov      | Zakopane    | Zakopane    | punkty       | punkty       | punkty | punkty | punkty | punkty | punkty | punkty | punkty | punkty | punkty | punkty | punkty | punkty | punkty | punkty | punkty | punkty | punkty |
| -                                                                             | -       | -            | -            | -      | -      | -          | -          | -          | -          | -          | -        | 40         | 37         | -        | -           | -                   | -        | -           | -           | -          | -           | -           | -           | 0            | 0            | 0      | 0      | 0      | 0      | 0      | 0      | 0      | 0      | 0      | 0      | 0      | 0      | 0      | 0      | 0      | 0      | 0      |
| Sezon 2014/2015                                                               |         |              |              |        |        |            |            |            |            |            |          |            |            |          |             |                     |          |             |             |            |             |             |             |              |              |        |        |        |        |        |        |        |        |        |        |        |        |        |        |        |        |        |
| Villach                                                                       | Villach | Hinterzarten | Hinterzarten | Kuopio | Kuopio | Einsiedeln | Einsiedeln | Planica    | Planica    | Szczyrk    | Szczyrk  | Râșnov     | Râșnov     | Notodden | Notodden    | Szczyrbskie Jezioro | Zakopane | Zakopane    | Kranj       | Kranj      | Brattleboro | Brattleboro | Lake Placid | Hinterzarten | Hinterzarten | punkty |        |        |        |        |        |        |        |        |        |        |        |        |        |        |        |        |
| -                                                                             | -       | -            | -            | -      | -      | 31         | 36         | -          | -          | -          | -        | -          | -          | -        | -           | -                   | -        | -           | -           | -          | -           | -           | -           | -            | -            | 0      |        |        |        |        |        |        |        |        |        |        |        |        |        |        |        |        |
| Legenda                                                                       |         |              |              |        |        |            |            |            |            |            |          |            |            |          |             |                     |          |             |             |            |             |             |             |              |              |        |        |        |        |        |        |        |        |        |        |        |        |        |        |        |        |        |
| 1 2 3 4-10 11-30 poniżej 30 dq – dyskwalifikacja - − zawodnik nie wystartował |         |              |              |        |        |            |            |            |            |            |          |            |            |          |             |                     |          |             |             |            |             |             |             |              |              |        |        |        |        |        |        |        |        |        |        |        |        |        |        |        |        |        |